# Classis Misenensis

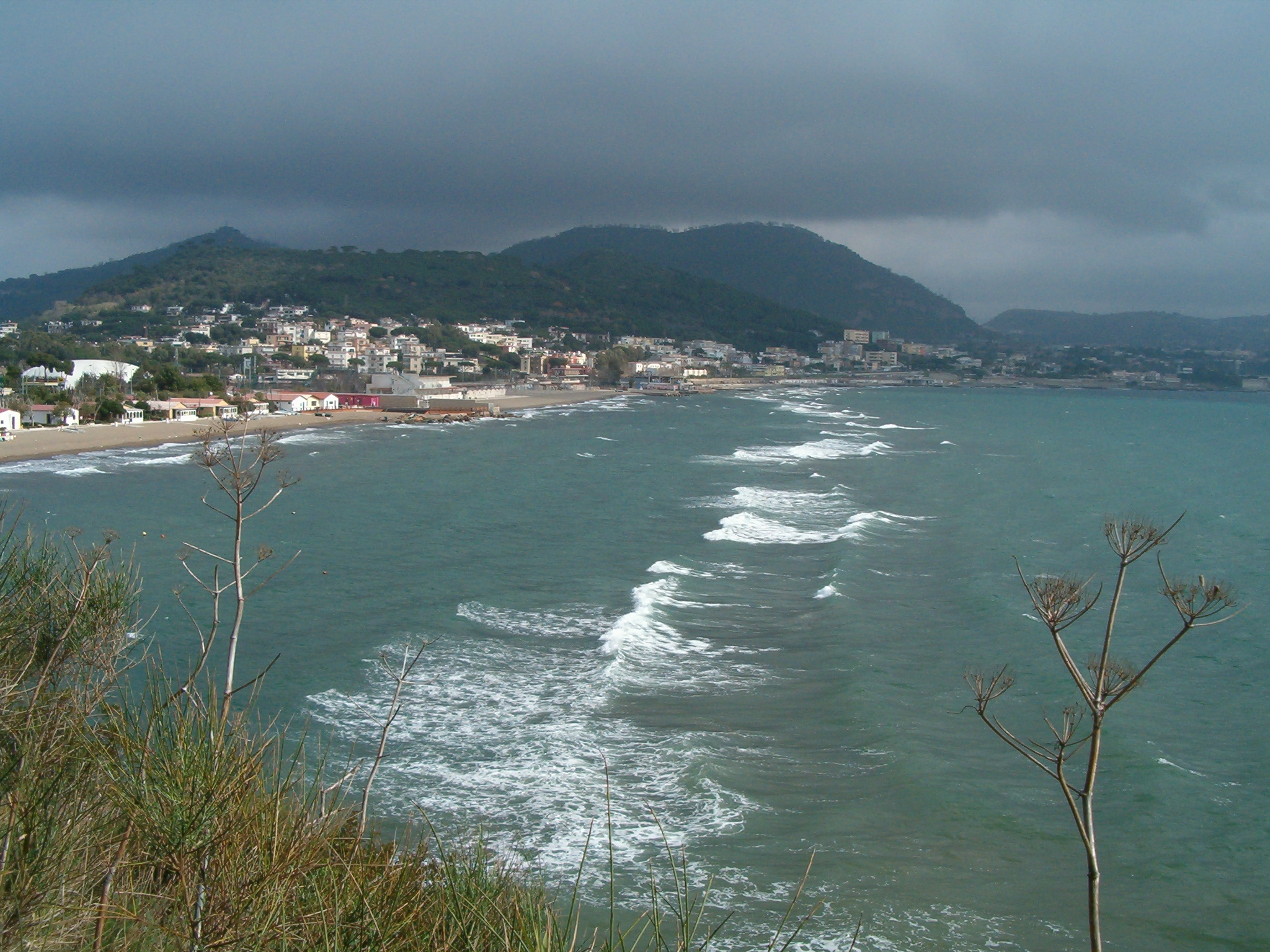
Dzisiejszy widok lokalizacji Portus Iulius w Zatoce Neapolitańskiej – bazy floty w Misenum

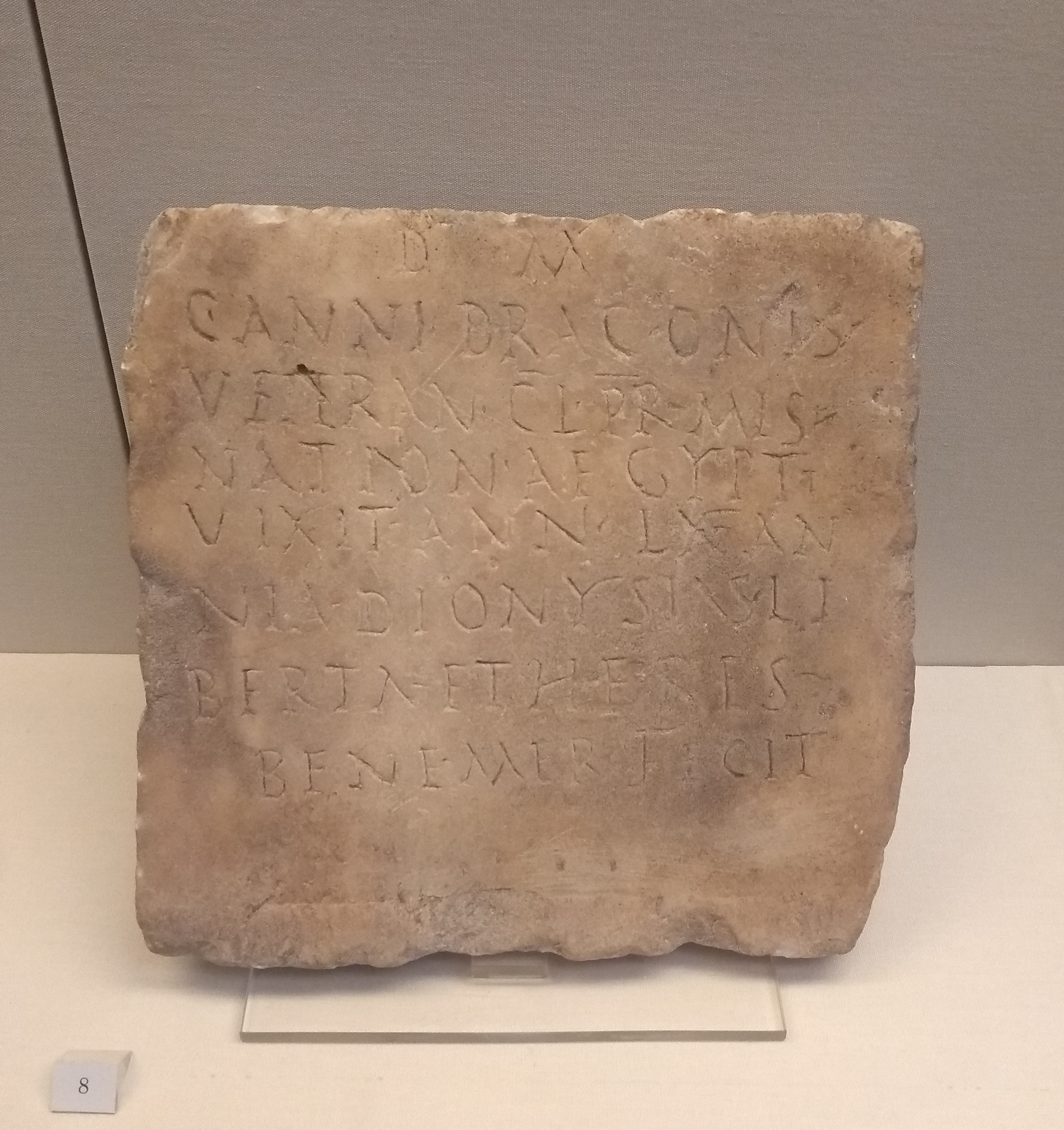
Stela nagrobna egipskiego marynarza floty Misenum

Classis Misenensis (dosł. „flota z Misenum”) – największe i najbardziej prestiżowe zgrupowanie floty starożytnego Rzymu.
Miejscem jej stacjonowania był Portus Iulius w Misenum niedaleko Cumae, na północnym krańcu Zatoki Neapolitańskiej. Powstał on z połączenia kanałem Morza Tyrreńskiego z dwoma naturalnymi jeziorami, Lacus Avernus i Lucrinus Lacus.
Po przejęciu pełnej władzy w 27 p.n.e. August założył tam operacyjną bazę (statio) flotylli kontrolującej południowo-zachodni obszar Morza Śródziemnego. Pozostawała ona pod komendą prefekta floty (praefectus classis), powoływanego na to stanowisko z najwyższej klasy stanu ekwitów i podlegającego bezpośrednio rozkazom cesarza. Później wspomina o niej w Rocznikach (IV, 5) Tacyt jako o jednej z dwóch głównych sił morskich strzegących Italii od strony mórz Tyrreńskiego i Adriatyckiego (obok stacjonującej w Classe koło Rawenny), i określanych jako classes praetoriae. Pod jej ochroną i w zakresie działań znajdowały się italskie porty: Ostia, Puteoli, Baje, Centum Cellae, także Aleria na Korsyce oraz Carales na Sardynii. 
Ponieważ Rzym, w odróżnieniu od wielu przeciwników w basenie śródziemnomorskim, nie posiadał tradycji morskich, spora część załóg jego floty składała się z nie-obywateli. W przypadku floty miseńskiej większość żołnierzy pochodziło z Egiptu.